# Sistema de Lancefield
El sistema de Lancefield es un sistema de clasificación serológica de los estreptococos β hemolíticos usado internacionalmente hoy día y desarrollado por la microbióloga estadounidense Rebecca Craighill Lancefield (5 de enero de 1895 - 3 de marzo de 1981). Está basado en la naturaleza antigénica de los hidratos de carbono de su pared celular.

## Clasificación (Grupos de Lancefield)
- Grupo A - Streptococcus pyogenes
- Grupo B - Streptococcus agalactiae
- Grupo C - Streptococcus equisimilis, Streptococcus equi, Streptococcus zooepidemicus, Streptococcus dysgalactiae
- Grupo D - Enterococcus, Streptococcus bovis, Enterococcus faecalis
- Grupo E - Streptococcus milleri y Streptococcus mutans
- Grupo F - Streptococcus anginosus
- Grupo G - Streptococcus canis, Streptococcus dysgalactiae
- Grupo H - Streptococus sanguis
- Grupo L - Streptococcus dysgalactiae
- Grupo N - Lactococcus lactis
- Grupo R&S - Streptococcus suis

Nota: En la actualidad los Enterococos se encuentran excluidos del grupo D,  formando un género aparte (Enterococcus) y los lactococos, del grupo N, formando el género Lactococcus.